# Česká hokejová extraliga 2001/2002
Česká hokejová extraliga 2001/2002 byla 9. ročníkem nejvyšší hokejové soutěže v České republice.

## Fakta
- 9. ročník samostatné české nejvyšší hokejové soutěže
- Nejlepší střelec základní části – David Hruška 31 branek HC Chemopetrol Litvínov a HC Femax Havířov
- Nejlepší nahrávač – Jaroslav Hlinka HC Sparta Praha 45 nahrávek
- Vítěz kanadského bodování – Petr Leška HC Continental Zlín
- Základní část – 52 utkání, 68 bodů / 28 branek + 40 nahrávek /
- Play off – 11 utkání, 15 bodů / 4 branky + 11 nahrávek /
- Celkem základní část + Play off – 63 utkání, 83 bodů / 32 branek + 51 nahrávek /
- V prolínací extraligové kvalifikaci uspěli HC Bílí Tygři Liberec (vítěz 1. ligy) proti HC Vagnerplast Kladno (sestupující z extraligy) – 4:1 na zápasy

### Systém soutěže
Všech 14 účastníků se v základní části utkalo nejprve čtyřkolově každý s každým. Prvních 8 celků postoupilo do play off, které se hrálo na tři vítězná utkání (čtvrtfinále na 4 vítězná utkání). Celek na 14. místě musel svoji extraligovou příslušnost obhajovat v baráži o extraligu, do které postoupil vítěz 1. ligy. Baráž o extraligu se hrála na 4 vítězná utkání.

## Kluby podle krajů
- Praha:
  - HC Slavia Praha
  - HC Sparta Praha
- Středočeský kraj:
  - HC Vagnerplast Kladno
- Plzeňský kraj:
  - HC Keramika Plzeň
- Karlovarský kraj:
  - HC Becherovka Karlovy Vary
- Pardubický kraj:
  - HC IPB Pojišťovna Pardubice
- Ústecký kraj:
  - HC Chemopetrol Litvínov
- Moravskoslezský kraj:
  - HC Oceláři Třinec
  - HC Vítkovice
  - HC Femax Havířov Panthers
- Zlínský kraj:
  - HC Continental Zlín
  - HC Vsetín
- Jihočeský kraj:
  - HC České Budějovice
- Jihomoravský kraj:
  - HC JME Znojemští Orli

## Konečná tabulka základní části
| Poř. | Tým                         | Z  | V  | Vp | R | Pp | P  | Skóre   | B   |
| ---- | --------------------------- | -- | -- | -- | - | -- | -- | ------- | --- |
| 1.   | HC Sparta Praha             | 52 | 28 | 4  | 8 | 3  | 9  | 196:132 | 103 |
| 2.   | HC Continental Zlín         | 52 | 25 | 5  | 4 | 3  | 15 | 189:154 | 92  |
| 3.   | HC IPB Pojišťovna Pardubice | 52 | 27 | 1  | 6 | 2  | 16 | 151:134 | 91  |
| 4.   | HC Keramika Plzeň           | 52 | 26 | 1  | 6 | 1  | 18 | 155:146 | 87  |
| 5.   | HC Vítkovice                | 52 | 23 | 5  | 4 | 4  | 16 | 158:132 | 87  |
| 6.   | HC Slavia Praha             | 52 | 22 | 4  | 5 | 6  | 15 | 152:125 | 85  |
| 7.   | HC JME Znojemští Orli       | 52 | 22 | 5  | 4 | 3  | 18 | 153:140 | 83  |
| 8.   | HC Oceláři Třinec           | 52 | 23 | 2  | 2 | 4  | 21 | 155:165 | 79  |
| 9.   | HC Vsetín (C)               | 52 | 16 | 5  | 7 | 2  | 22 | 142:162 | 67  |
| 10.  | HC Becherovka Karlovy Vary  | 52 | 14 | 6  | 3 | 4  | 25 | 127:155 | 61  |
| 11.  | HC Femax Havířov Panthers   | 52 | 16 | 3  | 2 | 4  | 27 | 161:189 | 60  |
| 12.  | HC České Budějovice         | 52 | 16 | 1  | 5 | 4  | 26 | 133:155 | 59  |
| 13.  | HC Chemopetrol Litvínov     | 52 | 16 | 0  | 3 | 4  | 29 | 120:164 | 55  |
| 14.  | HC Vagnerplast Kladno       | 52 | 10 | 4  | 9 | 2  | 27 | 123:162 | 49  |

Poznámky:
- (C) = držitel mistrovského titulu, (N) = nováček (minulou sezónu hrál nižší soutěž a postoupil)

## Pavouk play off
|  | Čtvrtfinále           | Čtvrtfinále     |                     |   | Semifinále | Semifinále |  |  | Finále | Finále |
|  |                       |                 |                     |   |            |            |  |  |        |        |
|  |                       |                 |                     |   |            |            |  |  |        |        |
|  | HC Sparta Praha       | 4               |                     |   |            |            |  |  |        |        |
|  | HC Sparta Praha       | 4               |                     |   |            |            |  |  |        |        |
|  | HC Oceláři Třinec     | 2               |                     |   |            |            |  |  |        |        |
|  | HC Oceláři Třinec     | 2               | HC Sparta Praha     | 3 |            |            |  |  |        |        |
|  |                       |                 | HC Sparta Praha     | 3 |            |            |  |  |        |        |
|  |                       | HC Slavia Praha | 0                   |   |            |            |  |  |        |        |
|  | HC Slavia Praha       | HC Slavia Praha | 0                   | 4 |            |            |  |  |        |        |
|  | HC Slavia Praha       |                 |                     | 4 |            |            |  |  |        |        |
|  | Pojišťovna Pardubice  | 2               |                     |   |            |            |  |  |        |        |
|  | Pojišťovna Pardubice  | 2               | HC Sparta Praha     | 3 |            |            |  |  |        |        |
|  |                       |                 | HC Sparta Praha     | 3 |            |            |  |  |        |        |
|  |                       | HC Vítkovice    | 1                   |   |            |            |  |  |        |        |
|  | HC JME Znojemští Orli | HC Vítkovice    | 1                   | 3 |            |            |  |  |        |        |
|  | HC JME Znojemští Orli |                 |                     | 3 |            |            |  |  |        |        |
|  | HC Continental Zlín   | 4               |                     |   |            |            |  |  |        |        |
|  | HC Continental Zlín   | 4               | HC Continental Zlín | 1 |            |            |  |  |        |        |
|  |                       |                 | HC Continental Zlín | 1 |            |            |  |  |        |        |
|  |                       | HC Vítkovice    | 3                   |   |            |            |  |  |        |        |
|  | HC Keramika Plzeň     | HC Vítkovice    | 3                   | 2 |            |            |  |  |        |        |
|  | HC Keramika Plzeň     |                 |                     | 2 |            |            |  |  |        |        |
|  | HC Vítkovice          | 4               |                     |   |            |            |  |  |        |        |
|  | HC Vítkovice          | 4               |                     |   |            |            |  |  |        |        |

## Čtvrtfinále

### První čtvrtfinále
1. utkání
|  | HC Sparta Praha | 5 - 1         | HC Oceláři Třinec |  |
|  | HC Sparta Praha | (1:0,3:0,1:1) | HC Oceláři Třinec |  |

| Souhrn zápasu Report | Souhrn zápasu Report                                                                                  | Souhrn zápasu Report | Souhrn zápasu Report | Souhrn zápasu Report |
| -------------------- | --- | -------------------- | -------------------- | -------------------- |
|                      | 18:12 Ondřej Kratěna 30:48 Michal Broš 33:06 Róbert Tomík 38:36 František Ptáček 58:43 Ondřej Kratěna |                      | 53:09 Ladislav Vlček |                      |

2. utkání
|  | HC Sparta Praha | 6 - 4         | HC Oceláři Třinec |  |
|  | HC Sparta Praha | (4:1,1:2,1:1) | HC Oceláři Třinec |  |

| Souhrn zápasu Report | Souhrn zápasu Report | Souhrn zápasu Report | Souhrn zápasu Report                                                          | Souhrn zápasu Report |
| -------------------- | --- | -------------------- | ----------------------------------------------------------------------------- | -------------------- |
|                      | 01:55 Jaroslav Hlinka 11:17 Pavel Kašpařík 12:37 Jiří Zelenka 15:29 Ondřej Kratěna 38:59 Róbert Tomík 59:52 Jaroslav Hlinka |                      | 18:45 Petr Gřegořek 21:26 Miloslav Gureň 27:37 Marek Zadina 51:21 Pavel Janků |                      |

3. utkání
|  | HC Oceláři Třinec | 2 - 4         | HC Sparta Praha |  |
|  | HC Oceláři Třinec | (0:1,1:0,1:3) | HC Sparta Praha |  |

| Souhrn zápasu Report | Souhrn zápasu Report                  | Souhrn zápasu Report | Souhrn zápasu Report                                                         | Souhrn zápasu Report |
| -------------------- | ------------------------------------- | -------------------- | ---------------------------------------------------------------------------- | -------------------- |
|                      | 36:44 Marek Zadina 58:41 Marek Zadina |                      | 05:30 Michal Broš 41:58 Václav Novák 52:01 Michal Broš 54:59 Jaroslav Hlinka |                      |

4. utkání
|  | HC Oceláři Třinec | 4 - 3 SN          | HC Sparta Praha |  |
|  | HC Oceláři Třinec | (1:1,2:2,0:0,0:0) | HC Sparta Praha |  |

| Souhrn zápasu Report | Souhrn zápasu Report                                                                             | Souhrn zápasu Report | Souhrn zápasu Report                                              | Souhrn zápasu Report |
| -------------------- | ------------------------------------------------------------------------------------------------ | -------------------- | ----------------------------------------------------------------- | -------------------- |
|                      | 14:01 Jan Marek 33:53 Richard Král 36:53 Pavel Janků rozhodující SN Marek Zadina video zde a zde |                      | 11:16 František Ptáček 39:21 Ondřej Kratěna 39:41 Jaroslav Hlinka |                      |

5. utkání
|  | HC Sparta Praha | 3 - 7         | HC Oceláři Třinec |  |
|  | HC Sparta Praha | (0:3,3:3,0:1) | HC Oceláři Třinec |  |

| Souhrn zápasu Report | Souhrn zápasu Report                                      | Souhrn zápasu Report | Souhrn zápasu Report | Souhrn zápasu Report |
| -------------------- | --------------------------------------------------------- | -------------------- | --- | -------------------- |
|                      | 28:15 Martin Chabada 28:45 Jiří Zelenka 37:46 Michal Broš |                      | 10:27 Petr Gřegořek 12:51 Marek Zadina 17:29 Richard Král 32:00 Zdeněk Skořepa 33:10 Richard Král 39:55 Pavel Janků 56:37 David Nosek |                      |

6. utkání
|  | HC Oceláři Třinec | 1 - 4         | HC Sparta Praha |  |
|  | HC Oceláři Třinec | (1:0,0:0,0:4) | HC Sparta Praha |  |

| Souhrn zápasu Report | Souhrn zápasu Report | Souhrn zápasu Report | Souhrn zápasu Report                                                             | Souhrn zápasu Report |
| -------------------- | -------------------- | -------------------- | -------------------------------------------------------------------------------- | -------------------- |
|                      | 07:04 Marek Zadina   |                      | 51:46 Jiří Zelenka 57:02 Radek Bělohlav 58:38 Jaroslav Hlinka 59:29 Róbert Tomík |                      |

- Vítěz HC Sparta Praha 4:2 na zápasy

### Druhé čtvrtfinále
1. utkání
|  | HC IPB Pojišťovna Pardubice | 2 - 4         | HC Slavia Praha |  |
|  | HC IPB Pojišťovna Pardubice | (2:1,0:0,0:3) | HC Slavia Praha |  |

| Souhrn zápasu Report | Souhrn zápasu Report                           | Souhrn zápasu Report | Souhrn zápasu Report                                                        | Souhrn zápasu Report |
| -------------------- | ---------------------------------------------- | -------------------- | --------------------------------------------------------------------------- | -------------------- |
|                      | 08:45 Stanislav Procházka 19:07 Otakar Janecký |                      | 11:33 Viktor Ujčík 42:52 Josef Štraub 47:00 Adam Šaffer 49:59 Josef Beránek |                      |

2. utkání
|  | HC IPB Pojišťovna Pardubice | 4 - 1         | HC Slavia Praha |  |
|  | HC IPB Pojišťovna Pardubice | (2:0,1:1,1:0) | HC Slavia Praha |  |

| Souhrn zápasu Report | Souhrn zápasu Report                                                              | Souhrn zápasu Report | Souhrn zápasu Report | Souhrn zápasu Report |
| -------------------- | --------------------------------------------------------------------------------- | -------------------- | -------------------- | -------------------- |
|                      | 09:00 Ladislav Lubina 18:30 Jaroslav Kudrna 39:32 Tomáš Rolinek 59:03 Petr Sýkora |                      | 27:40 Michal Sup     |                      |

3. utkání
|  | HC Slavia Praha | 3 - 2 SN          | HC IPB Pojišťovna Pardubice |  |
|  | HC Slavia Praha | (1:0,0:1,1:1,0:0) | HC IPB Pojišťovna Pardubice |  |

| Souhrn zápasu Report | Souhrn zápasu Report                                            | Souhrn zápasu Report | Souhrn zápasu Report                       | Souhrn zápasu Report |
| -------------------- | --------------------------------------------------------------- | -------------------- | ------------------------------------------ | -------------------- |
|                      | 02:31 Milan Antoš 48:27 Milan Antoš rozhodující SN Viktor Ujčík |                      | 38:54 Michal Vyhlídal 59:49 Michal Mikeska |                      |

4. utkání
|  | HC Slavia Praha | 1 - 0         | HC IPB Pojišťovna Pardubice |  |
|  | HC Slavia Praha | (1:0,0:0,0:0) | HC IPB Pojišťovna Pardubice |  |

| Souhrn zápasu Report | Souhrn zápasu Report | Souhrn zápasu Report | Souhrn zápasu Report | Souhrn zápasu Report |
| -------------------- | -------------------- | -------------------- | -------------------- | -------------------- |
|                      | 03:37 Jan Novák      |                      |                      |                      |

5. utkání
|  | HC IPB Pojišťovna Pardubice | 5 - 2         | HC Slavia Praha |  |
|  | HC IPB Pojišťovna Pardubice | (1:0,4:2,0:0) | HC Slavia Praha |  |

| Souhrn zápasu Report | Souhrn zápasu Report                                                                                     | Souhrn zápasu Report | Souhrn zápasu Report                  | Souhrn zápasu Report |
| -------------------- | --- | -------------------- | ------------------------------------- | -------------------- |
|                      | 04:21 Michal Sýkora 24:21 Otakar Janecký 24:55 Michal Sýkora 34:00 Ladislav Lubina 39:48 Jaroslav Kudrna |                      | 21:58 Petr Martínek 25:40 Adam Šaffer |                      |

6. utkání
|  | HC Slavia Praha | 3 - 1         | HC IPB Pojišťovna Pardubice |  |
|  | HC Slavia Praha | (0:0,1:0,2:1) | HC IPB Pojišťovna Pardubice |  |

| Souhrn zápasu Report | Souhrn zápasu Report                              | Souhrn zápasu Report | Souhrn zápasu Report | Souhrn zápasu Report |
| -------------------- | ------------------------------------------------- | -------------------- | -------------------- | -------------------- |
|                      | 30:46 Jan Hejda 41:32 Milan Antoš 51:31 Jan Novák |                      | 42:50 Andrej Novotný |                      |

- Vítěz HC Slavia Praha 4:2 na zápasy

### Třetí čtvrtfinále
1. utkání
|  | HC Continental Zlín | 3 - 1         | HC JME Znojemští Orli |  |
|  | HC Continental Zlín | (1:0,1:1,1:0) | HC JME Znojemští Orli |  |

| Souhrn zápasu Report | Souhrn zápasu Report                                        | Souhrn zápasu Report | Souhrn zápasu Report | Souhrn zápasu Report |
| -------------------- | ----------------------------------------------------------- | -------------------- | -------------------- | -------------------- |
|                      | 19:35 Martin Jenáček 25:43 Ivan Rachůnek 59:23 Petr Čajánek |                      | 34:59 Tomáš Jakeš    |                      |

2. utkání
|  | HC Continental Zlín | 1 - 2         | HC JME Znojemští Orli |  |
|  | HC Continental Zlín | (0:0,0:1,1:1) | HC JME Znojemští Orli |  |

| Souhrn zápasu Report | Souhrn zápasu Report    | Souhrn zápasu Report | Souhrn zápasu Report                    | Souhrn zápasu Report |
| -------------------- | ----------------------- | -------------------- | --------------------------------------- | -------------------- |
|                      | 59:01 Jaroslav Balaštík |                      | 32:00 Radek Haman 57:05 Milan Procházka |                      |

3. utkání
|  | HC JME Znojemští Orli | 6 - 4         | HC Continental Zlín |  |
|  | HC JME Znojemští Orli | (4:1,0:1,2:2) | HC Continental Zlín |  |

| Souhrn zápasu Report | Souhrn zápasu Report                                                                                           | Souhrn zápasu Report | Souhrn zápasu Report                                                      | Souhrn zápasu Report |
| -------------------- | --- | -------------------- | ------------------------------------------------------------------------- | -------------------- |
|                      | 01:15 Ján Plch 03:33 Karel Soudek 07:07 Miroslav Barus 10:07 Karel Soudek 46:28 Tomáš Jakeš 58:41 Peter Pucher |                      | 02:42 Libor Pivko 22:23 Petr Čajánek 49:32 Petr Leška 57:17 Ivan Rachůnek |                      |

4. utkání
|  | HC JME Znojemští Orli | 5 - 3         | HC Continental Zlín |  |
|  | HC JME Znojemští Orli | (1:0,1:3,3:0) | HC Continental Zlín |  |

| Souhrn zápasu Report | Souhrn zápasu Report                                                                         | Souhrn zápasu Report | Souhrn zápasu Report                                        | Souhrn zápasu Report |
| -------------------- | -------------------------------------------------------------------------------------------- | -------------------- | ----------------------------------------------------------- | -------------------- |
|                      | 06:04 Marek Uram 26:46 Karel Plášek 43:34 Tomáš Jakeš 53:54 Miroslav Barus 59:19 David Havíř |                      | 21:19 Radovan Somík 29:47 Radovan Somík 34:45 Radovan Somík |                      |

5. utkání
|  | HC Continental Zlín | 6 - 2         | HC JME Znojemští Orli |  |
|  | HC Continental Zlín | (3:0,1:1,2:1) | HC JME Znojemští Orli |  |

| Souhrn zápasu Report | Souhrn zápasu Report                                                                                                   | Souhrn zápasu Report | Souhrn zápasu Report                      | Souhrn zápasu Report |
| -------------------- | --- | -------------------- | ----------------------------------------- | -------------------- |
|                      | 09:17 Jiří Marušák 12:29 Martin Jenáček 13:57 Libor Pivko 36:35 Martin Čech 45:29 Jaroslav Balaštík 49:15 Petr Čajánek |                      | 26:42 Milan Procházka 51:51 Pavel Kumstát |                      |

6. utkání
|  | HC JME Znojemští Orli | 2 - 5         | HC Continental Zlín |  |
|  | HC JME Znojemští Orli | (0:1,0:2,2:2) | HC Continental Zlín |  |

| Souhrn zápasu ReportHC Continental Zlín | Souhrn zápasu ReportHC Continental Zlín | Souhrn zápasu ReportHC Continental Zlín | Souhrn zápasu ReportHC Continental Zlín                                                         | Souhrn zápasu ReportHC Continental Zlín |
| --------------------------------------- | --------------------------------------- | --------------------------------------- | ----------------------------------------------------------------------------------------------- | --------------------------------------- |
|                                         | 51:50 Peter Pucher 59:27 Pavel Kumstát  |                                         | 18:15 Libor Pivko 30:16 Radovan Somík 37:14 Martin Jenáček 41:33 Ivan Rachůnek 48:36 Petr Leška |                                         |

7. utkání
|  | HC Continental Zlín | 4 - 3 PP          | HC JME Znojemští Orli |  |
|  | HC Continental Zlín | (2:2,1:1,0:0,1:0) | HC JME Znojemští Orli |  |

| Souhrn zápasu Report | Souhrn zápasu Report                                                         | Souhrn zápasu Report | Souhrn zápasu Report                                 | Souhrn zápasu Report |
| -------------------- | ---------------------------------------------------------------------------- | -------------------- | ---------------------------------------------------- | -------------------- |
|                      | 13:31 Martin Jenáček 19:07 Martin Čech 37:16 Libor Pivko PP 61:02 Petr Leška |                      | 07:05 Ján Plch 19:43 Peter Pucher 33:39 Peter Pucher |                      |

- Vítěz HC Continental Zlín 4:3 na zápasy

### Čtvrté čtvrtfinále
1. utkání
|  | HC Keramika Plzeň | 2 - 1         | HC Vítkovice |  |
|  | HC Keramika Plzeň | (0:0,0:1,2:0) | HC Vítkovice |  |

| Souhrn zápasu Report | Souhrn zápasu Report                    | Souhrn zápasu Report | Souhrn zápasu Report | Souhrn zápasu Report |
| -------------------- | --------------------------------------- | -------------------- | -------------------- | -------------------- |
|                      | 55:41 Kamil Brabenec 56:34 Josef Straka |                      | 33:36 Radim Tesařík  |                      |

2. utkání
|  | HC Keramika Plzeň | 1 - 4         | HC Vítkovice |  |
|  | HC Keramika Plzeň | (1:1,0:2,0:1) | HC Vítkovice |  |

| Souhrn zápasu [Report] | Souhrn zápasu [Report] | Souhrn zápasu [Report] | Souhrn zápasu [Report]                                                       | Souhrn zápasu [Report] |
| ---------------------- | ---------------------- | ---------------------- | ---------------------------------------------------------------------------- | ---------------------- |
|                        | 11:08 Michal Dvořák    |                        | 07:40 Daniel Seman 34:46 Aleš Padělek 36:08 Roman Kaděra 56:06 David Moravec |                        |

3. utkání
|  | HC Vítkovice | 2 - 3         | HC Keramika Plzeň |  |
|  | HC Vítkovice | (1:0,1:3,0:0) | HC Keramika Plzeň |  |

| Souhrn zápasu Report | Souhrn zápasu Report                    | Souhrn zápasu Report | Souhrn zápasu Report                                     | Souhrn zápasu Report |
| -------------------- | --------------------------------------- | -------------------- | -------------------------------------------------------- | -------------------- |
|                      | 19:21 Radim Tesařík 24:17 Radim Tesařík |                      | 29:16 Michal Dvořák 29:39 Radek Duda 38:31 Michal Straka |                      |

4. utkání
|  | HC Vítkovice | 9 - 1         | HC Keramika Plzeň |  |
|  | HC Vítkovice | (3:0,4:0,2:1) | HC Keramika Plzeň |  |

| Souhrn zápasu Report | Souhrn zápasu Report | Souhrn zápasu Report | Souhrn zápasu Report    | Souhrn zápasu Report |
| -------------------- | --- | -------------------- | ----------------------- | -------------------- |
|                      | 01:21 Roman Kaděra 09:22 Jan Výtisk 15:07 Petr Jurečka 25:20 David Moravec 27:40 David Moravec 31:10 Daniel Zápotočný 36:28 Jiří Burger 45:21 Petr Jurečka 47:23 Zbyněk Irgl |                      | 58:49 Dušan Andrašovský |                      |

5. utkání
|  | HC Keramika Plzeň | 2 - 5         | HC Vítkovice |  |
|  | HC Keramika Plzeň | (0:1,2:2,0:2) | HC Vítkovice |  |

| Souhrn zápasu Report | Souhrn zápasu Report                    | Souhrn zápasu Report | Souhrn zápasu Report                                                                         | Souhrn zápasu Report |
| -------------------- | --------------------------------------- | -------------------- | -------------------------------------------------------------------------------------------- | -------------------- |
|                      | 26:40 Zdeněk Sedlák 30:24 Michal Straka |                      | 13:46 Daniel Seman 21:44 Petr Jurečka 38:30 Ivan Padělek 52:53 Leoš Čermák 56:15 Jiří Burger |                      |

6. utkání
|  | HC Vítkovice | 4 - 2         | HC Keramika Plzeň |  |
|  | HC Vítkovice | (1:1,1:0,2:1) | HC Keramika Plzeň |  |

| Souhrn zápasu Report | Souhrn zápasu Report                                                         | Souhrn zápasu Report | Souhrn zápasu Report                     | Souhrn zápasu Report |
| -------------------- | ---------------------------------------------------------------------------- | -------------------- | ---------------------------------------- | -------------------- |
|                      | 10:22 Lukáš Galvas 31:40 David Moravec 44:11 Zbyněk Irgl 59:01 David Moravec |                      | 06:42 Kamil Brabenec 53:04 Michal Straka |                      |

- Vítěz HC Vítkovice 4:2 na zápasy

## Semifinále

### První semifinále
1. utkání
|  | HC Sparta Praha | 4 - 1         | HC Slavia Praha |  |
|  | HC Sparta Praha | (1:0,0:1,3:0) | HC Slavia Praha |  |

| Souhrn zápasu Report | Souhrn zápasu Report                                                              | Souhrn zápasu Report | Souhrn zápasu Report | Souhrn zápasu Report |
| -------------------- | --------------------------------------------------------------------------------- | -------------------- | -------------------- | -------------------- |
|                      | 15:01 Ondřej Kratěna 45:01 Jaroslav Hlinka 53:55 Michal Broš 55:39 Ondřej Kratěna |                      | 32:49 Jan Klobouček  |                      |

2. utkání
|  | HC Slavia Praha | 1 - 2         | HC Sparta Praha |  |
|  | HC Slavia Praha | (1:1,0:0,0:1) | HC Sparta Praha |  |

| Souhrn zápasu Report | Souhrn zápasu Report | Souhrn zápasu Report | Souhrn zápasu Report                         | Souhrn zápasu Report |
| -------------------- | -------------------- | -------------------- | -------------------------------------------- | -------------------- |
|                      | 11:57 Viktor Ujčík   |                      | 04:57 Richard Žemlička 43:03 Jaroslav Hlinka |                      |

3. utkání
|  | HC Sparta Praha | 5 - 1         | HC Slavia Praha |  |
|  | HC Sparta Praha | (4:0,1:0,0:1) | HC Slavia Praha |  |

| Souhrn zápasu Report | Souhrn zápasu Report                                                                                     | Souhrn zápasu Report | Souhrn zápasu Report | Souhrn zápasu Report |
| -------------------- | --- | -------------------- | -------------------- | -------------------- |
|                      | 04:54 Jaroslav Hlinka 10:53 Ondřej Kratěna 16:47 Ondřej Kratěna 17:54 Jiří Zelenka 21:07 Jaroslav Hlinka |                      | 47:43 Milan Antoš    |                      |

- Vítěz HC Sparta Praha 3:0 na zápasy

### Druhé semifinále
1. utkání
|  | HC Continental Zlín | 4 - 1         | HC Vítkovice |  |
|  | HC Continental Zlín | (2:0,1:0,1:1) | HC Vítkovice |  |

| Souhrn zápasu Report | Souhrn zápasu Report                                                             | Souhrn zápasu Report | Souhrn zápasu Report | Souhrn zápasu Report |
| -------------------- | -------------------------------------------------------------------------------- | -------------------- | -------------------- | -------------------- |
|                      | 04:51 Jaroslav Balaštík 06:47 Libor Pivko 34:43 Miroslav Okál 53:34 Petr Čajánek |                      | 51:47 Zbyněk Irgl    |                      |

2. utkání
|  | HC Vítkovice | 5 - 1         | HC Continental Zlín |  |
|  | HC Vítkovice | (4:1,1:0,0:0) | HC Continental Zlín |  |

| Souhrn zápasu Report | Souhrn zápasu Report                                                                             | Souhrn zápasu Report | Souhrn zápasu Report | Souhrn zápasu Report |
| -------------------- | ------------------------------------------------------------------------------------------------ | -------------------- | -------------------- | -------------------- |
|                      | 08:17 Roman Kaděra 10:37 Zbyněk Irgl 14:30 Leoš Čermák 15:48 Marek Melenovský 7:05 David Moravec |                      | 19:47 Petr Čajánek   |                      |

3. utkání
|  | HC Continental Zlín | 1 - 2         | HC Vítkovice |  |
|  | HC Continental Zlín | (1:0,0:0,0:2) | HC Vítkovice |  |

| Souhrn zápasu Report | Souhrn zápasu Report  | Souhrn zápasu Report | Souhrn zápasu Report                  | Souhrn zápasu Report |
| -------------------- | --------------------- | -------------------- | ------------------------------------- | -------------------- |
|                      | 09:54 Miroslav Blaťák |                      | 44:32 Daniel Seman 56:50 Ivan Padělek |                      |

4. utkání
|  | HC Vítkovice | 5 - 2         | HC Continental Zlín |  |
|  | HC Vítkovice | (0:0,3:0,2:2) | HC Continental Zlín |  |

| Souhrn zápasu Report | Souhrn zápasu Report                                                                        | Souhrn zápasu Report | Souhrn zápasu Report                  | Souhrn zápasu Report |
| -------------------- | ------------------------------------------------------------------------------------------- | -------------------- | ------------------------------------- | -------------------- |
|                      | 23:31 Ivan Padělek 28:50 Jiří Burger 31:43 Roman Kaděra 46:40 Leoš Čermák 58:08 Jiří Burger |                      | 46:10 Martin Jenáček 58:54 Petr Leška |                      |

- Vítěz HC Vítkovice 3:1 na zápasy

## Finále
1. utkání
|  | HC Sparta Praha | 2 - 3           | HC Vítkovice |  |
|  | HC Sparta Praha | (2:0, 0:2, 0:1) | HC Vítkovice |  |

| Souhrn zápasu | Souhrn zápasu                          | Souhrn zápasu | Souhrn zápasu                                           | Souhrn zápasu |
| ------------- | -------------------------------------- | ------------- | ------------------------------------------------------- | ------------- |
|               | 2:41 Martin Chabada 10:27 Václav Novák |               | 39:08 Leoš Čermák 39:49 Jiří Burger 49:19 Lukáš Chmelíř |               |

2. utkání
|  | HC Vítkovice | 2 - 3           | HC Sparta Praha |  |
|  | HC Vítkovice | (0:1, 1:1, 1:1) | HC Sparta Praha |  |

| Souhrn zápasu Report | Souhrn zápasu Report                   | Souhrn zápasu Report | Souhrn zápasu Report                                    | Souhrn zápasu Report |
| -------------------- | -------------------------------------- | -------------------- | ------------------------------------------------------- | -------------------- |
|                      | 39:39 David Moravec 46:59 Roman Kaděra |                      | 15:46 Robert Tomík 34:27 Jiří Zelenka 45:52 Michal Broš |                      |

3. utkání
|  | HC Sparta Praha | 7 - 0           | HC Vítkovice |  |
|  | HC Sparta Praha | (4:0, 1:0, 2:0) | HC Vítkovice |  |

| Souhrn zápasu Report | Souhrn zápasu Report | Souhrn zápasu Report | Souhrn zápasu Report | Souhrn zápasu Report |
| -------------------- | --- | -------------------- | -------------------- | -------------------- |
|                      | 6:53 Jaroslav Hlinka 12:26 Ondřej Kratěna 15:46 Ondřej Kratěna 18:42 Michal Broš 39:18 Robert Tomík 47:05 Martin Chabada 54:17 Martin Chabada |                      |                      |                      |

4. utkání
|  | HC Vítkovice | 1 - 4           | HC Sparta Praha |  |
|  | HC Vítkovice | (1:2, 0:1, 0:1) | HC Sparta Praha |  |

| Souhrn zápasu Report | Souhrn zápasu Report | Souhrn zápasu Report | Souhrn zápasu Report                                                            | Souhrn zápasu Report |
| -------------------- | -------------------- | -------------------- | ------------------------------------------------------------------------------- | -------------------- |
|                      | 19:14 Leoš Čermák    |                      | 2:01 Petr Kašpařík 15:58 Ondřej Kratěna 35:49 Ondřej Kratěna 59:56 Jiří Zelenka |                      |

- Vítěz HC Sparta Praha 3:1 na zápasy

## Baráž o extraligu
- HC Bílí Tygři Liberec postoupili do dalšího ročníku extraligy po výsledku 4 : 1 na zápasy, zatímco HC Vagnerplast Kladno sestoupilo do 1. ligy.

1. utkání
|  | HC Vagnerplast Kladno | 1 - 4         | HC Bílí Tygři Liberec |  |
|  | HC Vagnerplast Kladno | (0:2,1:0,0:2) | HC Bílí Tygři Liberec |  |

| Souhrn zápasu Report | Souhrn zápasu Report | Souhrn zápasu Report | Souhrn zápasu Report                                                             | Souhrn zápasu Report |
| -------------------- | -------------------- | -------------------- | -------------------------------------------------------------------------------- | -------------------- |
|                      | 36:48 Radek Gardoň   |                      | 14:25 Pavel Kábrt 15:25 Miroslav Hájek 48:46 Petr Horčička 59:07 Patrik Rozsíval |                      |

2. utkání
|  | HC Vagnerplast Kladno | 2 - 5         | HC Bílí Tygři Liberec |  |
|  | HC Vagnerplast Kladno | (0:2,1:1,1:2) | HC Bílí Tygři Liberec |  |

| Souhrn zápasu Report | Souhrn zápasu Report                 | Souhrn zápasu Report | Souhrn zápasu Report                                                                                   | Souhrn zápasu Report |
| -------------------- | ------------------------------------ | -------------------- | --- | -------------------- |
|                      | 33:00 Michal Havel 41:07 Tomáš Horna |                      | 05:33 Patrik Rozsíval 08:50 Jiří Kudrna 35:48 Vítězslav Jankových 41:28 Václav Kočí 44:06 Angel Krstev |                      |

3. utkání
|  | HC Bílí Tygři Liberec | 2 - 4         | HC Vagnerplast Kladno |  |
|  | HC Bílí Tygři Liberec | (1:0,0:2,1:2) | HC Vagnerplast Kladno |  |

| Souhrn zápasu Report | Souhrn zápasu Report                         | Souhrn zápasu Report | Souhrn zápasu Report                                                           | Souhrn zápasu Report |
| -------------------- | -------------------------------------------- | -------------------- | ------------------------------------------------------------------------------ | -------------------- |
|                      | 00:38 Mojmír Musil 55:56 Vítězslav Jankových |                      | 34:36 Tomáš Klimt 39:31 Radek Gardoň 41:17 Radek Gardoň 42:20 Ladislav Svoboda |                      |

4. utkání
|  | HC Bílí Tygři Liberec | 3 - 0         | HC Vagnerplast Kladno |  |
|  | HC Bílí Tygři Liberec | (1:0,1:0,1:0) | HC Vagnerplast Kladno |  |

| Souhrn zápasu Report | Souhrn zápasu Report                                             | Souhrn zápasu Report | Souhrn zápasu Report | Souhrn zápasu Report |
| -------------------- | ---------------------------------------------------------------- | -------------------- | -------------------- | -------------------- |
|                      | 15:39 Václav Kočí 26:08 Miroslav Hájek 42:33 Vítězslav Jankových |                      |                      |                      |

5. utkání
|  | HC Vagnerplast Kladno | 1 - 2         | HC Bílí Tygři Liberec |  |
|  | HC Vagnerplast Kladno | (0:0,1:1,0:1) | HC Bílí Tygři Liberec |  |

| Souhrn zápasu Report | Souhrn zápasu Report | Souhrn zápasu Report | Souhrn zápasu Report                | Souhrn zápasu Report |
| -------------------- | -------------------- | -------------------- | ----------------------------------- | -------------------- |
|                      | 39:43 Michal Havel   |                      | 21:02 Jiří Kudrna 49:13 Jiří Kudrna |                      |

## Nejproduktivnější hráči základní části
Toto je konečné pořadí hráčů podle dosažených bodů. Za jeden vstřelený gól nebo přihrávku na gól hráč získal jeden bod.
| Poř. | Hráč            | Tým                        | Z  | G  | A  | B  | TM  | +/- |
| ---- | --------------- | -------------------------- | -- | -- | -- | -- | --- | --- |
| 1.   | Petr Leška      | HC Continental Zlín        | 52 | 28 | 40 | 68 | 18  | 10  |
| 2.   | Petr Čajánek    | HC Continental Zlín        | 49 | 20 | 44 | 64 | 64  | 18  |
| 3.   | Jaroslav Hlinka | HC Sparta Praha            | 52 | 16 | 45 | 61 | 54  | 12  |
| 4.   | Jiří Burger     | HC Vsetín HC Vítkovice     | 52 | 27 | 31 | 58 | 40  | 11  |
| 5.   | Josef Straka    | HC Keramika Plzeň          | 52 | 29 | 27 | 56 | 38  | 23  |
| 6.   | Peter Pucher    | HC JME Znojemští Orli      | 49 | 16 | 38 | 54 | 10  | 14  |
| 7.   | Marek Uram      | HC JME Znojemští Orli      | 52 | 27 | 24 | 51 | 26  | 13  |
| 8.   | Tomáš Blažek    | HC IPB PojišťovnaPardubice | 51 | 15 | 36 | 51 | 54  | 16  |
| 9.   | Viktor Ujčík    | HC Slavia Praha            | 52 | 25 | 23 | 48 | 51  | 1   |
| 10.  | Richard Král    | HC Oceláři Třinec          | 48 | 24 | 24 | 48 | 133 | 8   |

## Nejproduktivnější hráči play-off
Toto je konečné pořadí hráčů podle dosažených bodů. Za jeden vstřelený gól nebo přihrávku na gól hráč získal jeden bod.
| Poř. | Hráč             | Tým                 | Z  | G  | A  | B  | TM | +/- |
| ---- | ---------------- | ------------------- | -- | -- | -- | -- | -- | --- |
| 1.   | Ondřej Kratěna   | HC Sparta Praha     | 12 | 12 | 6  | 18 | 2  | 11  |
| 2.   | Michal Broš      | HC Sparta Praha     | 13 | 7  | 11 | 18 | 8  | 14  |
| 3.   | Jaroslav Hlinka  | HC Sparta Praha     | 13 | 9  | 6  | 15 | 4  | 10  |
| 4.   | Petr Leška       | HC Continental Zlín | 11 | 4  | 11 | 15 | 6  | 5   |
| 5.   | David Moravec    | HC Vítkovice        | 14 | 7  | 7  | 14 | 2  | 1   |
| 6.   | Jiří Burger      | HC Vítkovice        | 14 | 5  | 9  | 14 | 26 | 1   |
| 7.   | Petr Čajánek     | HC Continental Zlín | 11 | 5  | 7  | 12 | 10 | -1  |
| 8.   | Marek Melenovský | HC Vítkovice        | 14 | 1  | 11 | 12 | 31 | 2   |
| 9.   | Jiří Zelenka     | HC Sparta Praha     | 13 | 6  | 5  | 11 | 10 | 11  |
| 10.  | Martin Chabada   | HC Sparta Praha     | 13 | 4  | 7  | 11 | 4  | 11  |

| Umístění         | Mužstvo             | Hráči |
| ---------------- | ------------------- | --- |
| Zlatá medaile    | HC Sparta Praha     | Brankáři: Petr Bříza, Petr Přikryl Obránci: Jaroslav Nedvěd, František Ptáček, Valdemar Jiruš, Pavel Šrek, Jan Srdínko, Radek Hamr, Jan Hanzlík, František Kučera, Libor Zábranský, Martin Richter Útočníci: Jiří Zelenka, Jaroslav Hlinka, Richard Žemlička, Ondřej Kratěna, Michal Broš, Martin Chabada, Róbert Tomík, Radek Bělohlav, Jan Tomajko, Václav Novák, Pavel Kašpařík, Michal Sivek, Petr Havelka, Tomáš Netík, David Hnát Trenéři Václav Sýkora a Pavel Hynek |
| Stříbrná medaile | HC Vítkovice        | Brankáři: Jiří Trvaj, Martin Falter, Lukáš Smolka Obránci: Lukáš Galvas, Petr Jurečka, Daniel Zápotočný, Radim Tesařík, Daniel Seman, Vítězslav Škuta, Jan Výtisk, Radek Philipp, Jan Dresler, Lukáš Chmelíř Útočníci: Jiří Burger, David Moravec, Marek Melenovský, Roman Kaděra, Ivan Padělek, Leoš Čermák, Zdeněk Pavelek, Martin Procházka, Aleš Padělek, Martin Tomášek, Zbyněk Irgl, Pavel Selingr, Marek Ivan, Roman Stantien, Luděk Krayzel, Rostislav Olesz, Jakub Hulva, Daniel Tomášek, Jan Barna, Lukáš Krenželok Trenéři Alois Hadamczik, Kamil Konečný a Mojmír Trličík |
| Bronzová medaile | HC Continental Zlín | Brankáři: Michal Mařík, Petr Tuček Obránci: Martin Hamrlík, Jiří Marušák, Marek Posmyk, Pavel Zubíček, Miroslav Blaťák, Pavel Mojžíš, Rostislav Malena, Jan Homer, Radek Šimeček Útočníci: Petr Leška, Petr Čajánek, Jaroslav Balaštík, Miroslav Okál, Radovan Somík, Libor Pivko, Martin Jenáček, Milan Ministr, Ivan Rachůnek, Martin Ambruz, Petr Mokrejš, Martin Záhorovský, Karol Bartánus, Václav Kos, Aleš Zacha, Martin Čech, Tomáš Karný, Filip Čech, Peter Bohunický Trenéři Zdeněk Venera a Stanislav Přikryl                                                              |

## Rozhodčí

### Hlavní
- Všichni

- Petr Bolina
- Jiří Dvořák
- Ivo Haber
- Roman Haškovec
- Jaroslav Havlík
- Martin Homola
- Radek Husička
- Milan Kolísek
- Milan Minář
- Arnošt Nečas
- František Rejthar
- Štěpán Souček
- Tomáš Svoboda
- Vladimír Šindler
- Tomáš Turčan
- Jaromír Venglář
- Ladislav Vokurka

### Čároví
- Všichni

- Miloš Bádal –  Roman Pouzar
- Stanislav Barvíř –  Petr Blümel
- Jaromír Bláha –  Pavel Šátava
- Václav Český –  Evžen Kostka
- Vilém Cambal –  Michal Unzeitig
- Michal Čech –  František Kalivoda
- Jan Čížek –  Jan Padevět
- Milan Dančišin –  Tomáš Matějček
- Miroslav Dvořák –  Radovan Křivský
- Jiří Gebauer –  Vít Lederer
- Václav Guth –  David Rittich
- Roman Hejduk –  Jiří Kareš
- Petr Šimůnek –  Roman Vöröš
- Tomáš Pešek –  Ladislav Rouspetr
- Luboš Chytil –  Miroslav Pospíšil
- Petr Hauser –  Miroslav Sichrovský
- Petr Charvát –  Roman Frühauf